# Euplassa cantareirae
Euplassa cantareirae är en tvåhjärtbladig växtart som beskrevs av Herman Otto Sleumer. Euplassa cantareirae ingår i släktet Euplassa och familjen Proteaceae. Inga underarter finns listade i Catalogue of Life.